# Crișcior
Crișcior é uma comuna romena localizada no distrito de Hunedoara, na região histórica da Transilvânia. A comuna possui uma área de 40.19 km² e sua população era de 4189 habitantes segundo o censo de 2007.